# غونزالو سيرانو
غونزالو سيرانو (بالإسبانية: Gonzalo Serrano)‏ هو دراج إسباني، ولد في 17 أغسطس 1994 في مدريد في إسبانيا.

## وصلات خارجية
- غونزالو سيرانو على موقع الاتحاد الدولي للدراجات (الإنجليزية)
- غونزالو سيرانو على موقع أرشيف الدراجات (الإنجليزية)
- غونزالو سيرانو على موقع إحصائيات الدراجات الإحترافية (الإنجليزية)
- غونزالو سيرانو على موقع نسبة الدراجات (الإنجليزية)